# Mariah de Moraes
 Mariah Rocha de Moraes (Itaperuna, 9 de abril de 1990) é uma atriz e apresentadora brasileira.

## Carreira
Mariah começou a carreira artística como modelo infantil aos dois anos de idade. Com 13 anos começou sua carreira de atriz no cinema, participando do filme americano My Father, Rua Alguém 5555. Voltando a morar no Brasil, fez participações nas novelas Estrela Guia e Desejos de Mulher, na série infantil Sítio do Pica-Pau Amarelo e no seriado Malhação. Depois de fazer vários testes, foi escolhida para fazer parte do elenco da sua primeira novela fixa, Floribella, onde viveu a adolescente problemática, Bruna Fritzenwalden. Em 2008, fez parte do elenco do seriado juvenil Malhação onde viveu Chiara Marcondes, uma hippie que trouxe rapidamente o reconhecimento do público e o personagem obteve até um bordão "Energia supergracinha", criado pela sua personagem. Em 2009, Mariah apresentou o programa infantil Tv Globinho.
Em 2010, depois da maternidade, volta para TV, fazendo uma participação em episódio do seriado A Vida Alheia. Em 2011 volta a apresentar a TV Globinho. Em julho de 2012 Mariah Rocha assina contrato com a Rede Record para atuar na nova novela de Gisele Joras, Balacobaco. Em 2013 foi Helena em Pecado Mortal. Em 2016 atuou na série "Lúcia McCartney" do canal pago GNT onde fez o papel de Marta Em 2018 retornou á televisão fazendo uma participação como Irmã Camila da novela Deus Salve o Rei da Rede Globo 

## Vida pessoal
Ela deu à luz João Pedro, no dia 12 de novembro de 2009. Cujo pai é João Gevaerd. O bebê veio ao mundo através de uma cesariana, às 18h48. João Pedro nasceu pesando 3,475 kg e medindo 49 cm, na maternidade Perinatal, em Laranjeiras, no Rio.

## Filmografia

### Televisão
| Ano     | Título                   | Personagem           | Nota                               |
| ------- | ------------------------ | -------------------- | ---------------------------------- |
| 2001    | Estrela Guia             | Luiza                | Participação                       |
| 2001    | Sítio do Picapau Amarelo | Berth                | Participação                       |
| 2003    | Malhação                 | Patthy               | Participação                       |
| 2005    | Floribella               | Bruna Fritzenwalden  | Temporada 1                        |
| 2006    | Sítio do Picapau Amarelo | Rapunzel             | Episódio: "21-28 de julho de 2006" |
| 2007-09 | Malhação                 | Chiara Marcondes     |                                    |
| 2009    | TV Globinho              | Apresentadora        |                                    |
| 2010    | A Vida Alheia            | Rosário              | Episódio: "Porque Temos Fé"        |
| 2012    | Balacobaco               | Luíza Leite Oliveira |                                    |
| 2013    | Pecado Mortal            | Helena Maranhão      |                                    |
| 2014    | Plano Alto               | Paula                |                                    |
| 2016    | Lúcia McCartney          | Marta                | [ 4 ]                              |
| 2018    | Deus Salve o Rei         | Irmã Camila          | Participação especial              |
| 2019    | Verão 90                 | Rafaela Stor         | Participação especial              |
| 2019    | Detetives do Prédio Azul | Gardênia             | Episódio: "A Bruxa do Sorvete"     |
| 2020    | Reality Z                | Roberta              | Episódio: "Olympus"                |

### Cinema
| Ano  | Título                     | Papel            | Notas          |
| ---- | -------------------------- | ---------------- | -------------- |
| 2003 | My Father, Rua Alguem 5555 | Brigitte Weinert |                |
| 2021 | "O Chá de Alice"           | Alice            | Curta-metragem |

## Teatro
| Ano  | Título             | Papel |
| ---- | ------------------ | ----- |
| 2012 | O Beijo no Asfalto | Dália |